# Draconarius baronii
Draconarius baronii är en spindelart som först beskrevs av Brignoli 1978.  Draconarius baronii ingår i släktet Draconarius och familjen mörkerspindlar.
Artens utbredningsområde är Bhutan. Inga underarter finns listade i Catalogue of Life.